# Ratpenat de dits llargs insular
El ratpenat de dits llargs insular (Miniopterus tristis) és una espècie de ratpenat que viu a Indonèsia, Papua Nova Guinea, les Filipines, Salomó i Vanuatu.